# Willis Haviland Carrier
Pour les articles homonymes, voir Haviland (homonymie) et Carrier (homonymie).
Willis Haviland Carrier (26 novembre 1876 à Angola - 7 octobre 1950 à New York) est un ingénieur américain. Il est l'inventeur de la première climatisation asservie (17 juillet 1902).

## Biographie
Willis Haviland Carrier a effectué ses études secondaires à Angola Academy (1894) puis au lycée préparatoire de Buffalo High School, (1897). Il fit ses études d'ingénieur à l'université Cornell entre 1897 et 1901,.
À Buffalo (New York), le 17 juillet 1902, confronté aux problèmes de qualité de l'air d'une imprimerie de Brooklyn, Willis Carrier présenta les plans de ce que l'on considère aujourd'hui comme le premier système moderne d'air conditionné : il marque en effet pour la première fois la prise de conscience que le renouvellement de l'air d'un local est indissociable d'un contrôle correct de l'hygrométrie, et doit notamment assurer quatre fonctions différentes :
1. le contrôle de la température
2. le contrôle de l'hygrométrie
3. la ventilation, c'est-à-dire le débit de renouvellement et le brassage de l'air, et enfin
4. la filtration de l'air.

Après plusieurs années de réglages et d'essais en conditions réelles, Carrier obtint le 2 janvier 1906 l'enregistrement de son brevet pour une machine à humidifier l'air par évaporation d'eau ou à dessécher de l'air par refroidissement.

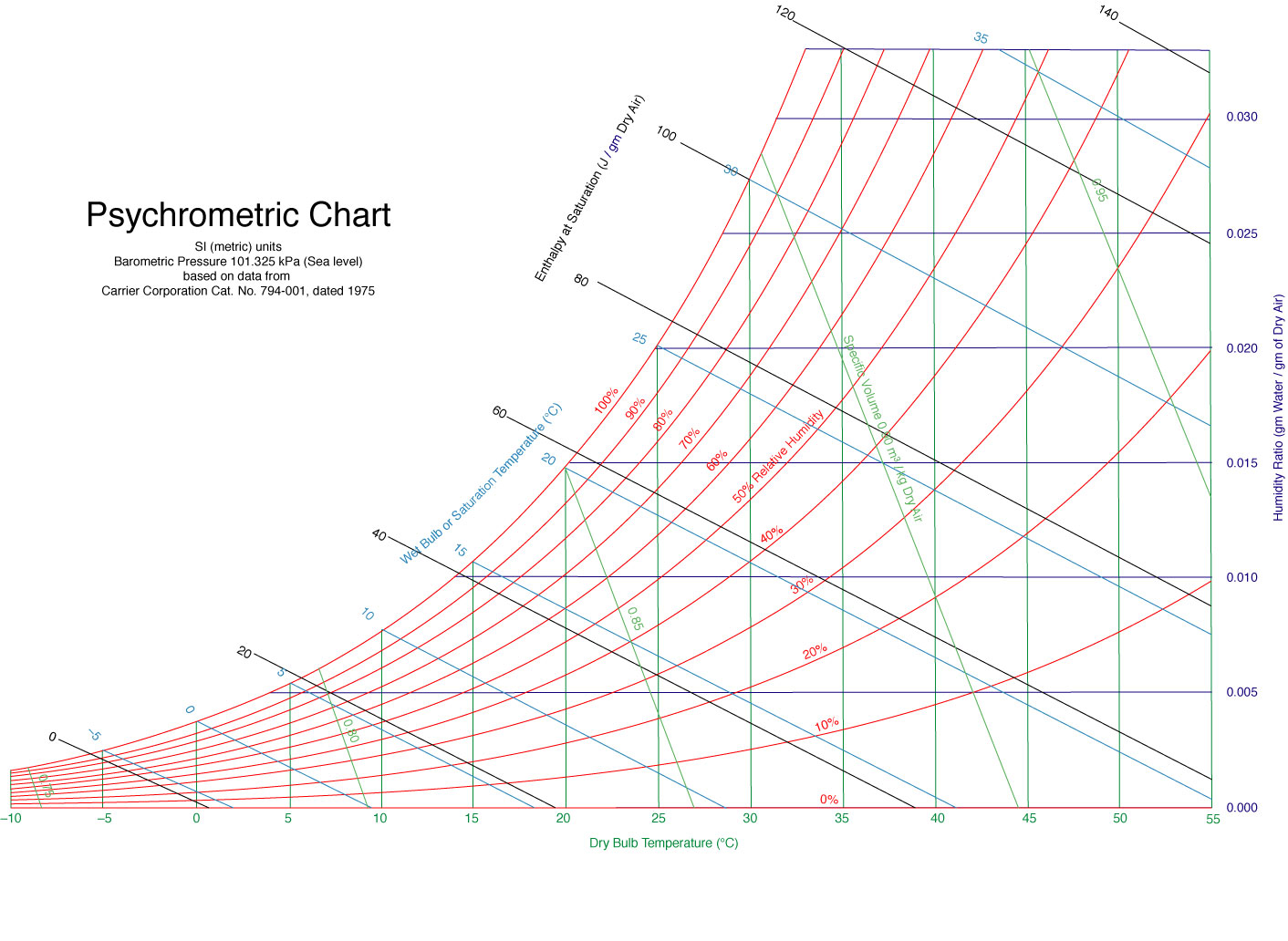
Le diagramme psychrométrique rationnel relie l'humidité absolue Y à la température de rosée θ

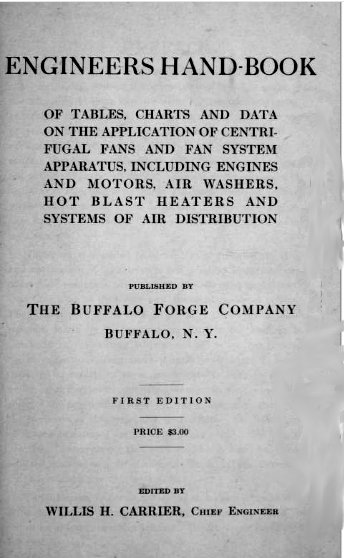
Le Manuel de l'Ingénieur, publié par Carrier lorsqu'il était employé par Buffalo Forge Co. en 1914

En 1906, Carrier découvrit que l'asservissement d'un ventilateur à la temperature de rosée permet de maintenir l'humidité relative de l'air pratiquement constante. Carrier a breveté ce type d'asservissement le 17 mai 1907.
Le 3 décembre 1911, lors du congrès de l'ASME, Carrier présenta son diagramme psychrométrique rationnel, qui relie l'humidité relative, l'humidité absolue et la temperature de rosée, et qui constitue depuis la base du confort de chauffage.
Lorsqu'à l'été 1914 éclata la Grande guerre, la Buffalo Forge Company, qui employait Carrier depuis 12 ans, decida de recentrer ses activités sur la production et  de congédier son bureau d'études. Les sept jeunes ingénieurs congédiés : Carrier, J. Irvine-Lyle, Edward T. Murphy, L. Logan Lewis, Ernest T. Lyle, Frank Sanna, Alfred E. Stacey Jr. et Edmund P. Heckel, mirent en commun leurs économies, quelque 32 600 $, pour créer, le 26 juin 1915 Carrier Engineering Corporation de l'État de New York dans Frelinghuysen Avenue à Newark (New Jersey).

### Les conséquences de la crise de 1929
Malgré la réalisation de sa turbine réfrigérante et la croissance du marché de l'air conditionné dans les immeubles au cours des années 1920, la société connut, comme d'autres compagnies américaines, des difficultés financières après le Krach de Wall Street au mois d'octobre 1929. Dale Carnegie rend hommage à la ténacité de Carrier dans son manuel How to Stop Worrying and start Living (1946). En 1930, Carrier Engineering Corp. dut fusionner avec Brunswick-Kroeschell Company et York Heating & Ventilating Corp. pour donner naissance à la Carrier Corporation, dont Willis Carrier présida désormais le directoire.
La Grande Dépression affecta les demandes d'installation d'air conditionné, domestiques et industrielles, et la société dut ouvrir des antennes au New Jersey et en Pennsylvanie en attendant que Carrier regroupe le tout à Syracuse (New York), en 1937. La société devint alors l'un des plus gros employeurs de l'État de New York. 
L'igloo que Willis Carrier a présenté à l'Exposition universelle de New York 1939-1940 devait promouvoir l'air conditionné auprès des foyers américains, mais la Seconde Guerre mondiale et ses restrictions ne permit pas d'ouvrir ce nouveau marché avant les années 1950. Carrier est aujourd'hui une société internationale, qui porte le nom de Carrier Global Corporation, spécialisée dans les équipements d'air climatisé.